# De dag waarop de paus gekidnapt werd
De dag waarop de paus gekidnapt werd (Portugees: O Dia em Que Raptaram o Papa, Vlaamse titel: De dag dat de paus ontvoerd werd) is een blijspel van de Hongaars-Braziliaanse toneelschrijver João Bethencourt. Het kende zijn première in 1972 te Rio de Janeiro en is sindsdien in 42 landen opgevoerd.

## Verhaal
Paus Albert IV, wars van persoonsverheerlijking en protocol, lukt het ongezien het hotel in New York waar hij verblijft via een achterdeur te ontvluchten. Hij stapt in de taxi waarvan Samuel Leibowitz de chauffeur is. Leibowitz, van Joodse komaf, besluit daarop de paus te kidnappen. Gaandeweg worden alle gezinsleden bij de situatie die de taxichauffeur in het leven heeft geroepen betrokken en komt de paus in aanraking met datgene wat gewoon is in een Joods gezin van lagere klasse. In tegenstelling tot wat gebruikelijk is vraagt Leibowitz niet om een losprijs in geld, maar besluit hij om de spreuk die boven de deur van de provisiekast hangt in de praktijk te brengen: één dag moet de wereld gevrijwaard zijn van al het geweld, dan pas zal de paus weer op vrije voeten komen. Tijdens het verblijf van de paus bij de familie Leibowitz zal blijken dat de paus goede maatjes met het gezin zal worden en dat hij het gezin zal helpen de situatie in goede banen te leiden.

## Nederlandse productie
Op 13 oktober 1975 is deze voorstelling voor het eerst uitgezonden door de TROS op Nederland 2. Op 25 juli 1987 werd het stuk herhaald, ook weer bij dezelfde omroep en op hetzelfde net. Toen waren de spelers Lo van Hensbergen, Enny de Leeuwe en Bert van der Linden reeds overleden. Op 13 december 1999 kwam er nogmaals een herhaling, naar aanleiding van het overlijden van Lex Goudsmit, wederom op hetzelfde net en bij dezelfde omroep.

### Rolverdeling
- Lo van Hensbergen - Paus Albert IV
- Lex Goudsmit - Samuel Leibowitz
- Enny de Leeuwe - Sara Leibowitz
- Bert van der Linden - rabbijn Julius Meyer
- Jan Apon - kardinaal Joseph O'Hara
- Hertje Peeck - Miriam Leibowitz
- Frans Mulder - Irving Leibowitz
- Freek van Hoorn - nieuwslezer
- Paul van Gorcum[bron?] - sheriff (buiten beeld, niet genoemd in aftiteling)
- Frans Kokshoorn[bron?] - generaal (buiten beeld, niet genoemd in aftiteling)

### Crew
- Decor: Chiel de Meij
- Technische leiding: Dik Beets
- Kostuums: Will Beets
- Productie-regieassistentie: Tineke Carels
- Beeldtechniek: Wim de Graaff, Roy Piette
- Geluidtechniek: Ger Zaadnoordijk, René de Hond, Ton Hodeweges
- Belichting: Nico Scheffers, Jan van der Stam, Auke Kruiming, Hans van Oort
- Camera: Guus Wondergem, Marcel Pruyt, Hans Essenberg, Carel Zwagerman
- Beeldwisseling: Henk Muller
- Beeldbandmontage: Kees Schouten
- Opnameleiding: Arie van Diermen

### Trivia
- Freek van Hoorn, die in dit blijspel de nieuwslezer van CBS News speelt, was in 1972 werkzaam als nieuwslezer bij het NOS Journaal, maar na drie maanden werd zijn proeftijd niet verlengd.[6]

## Andere media
De thrillerroman The Road to Gandolfo (Het Sphepherd commando) van de Amerikaanse schrijver Robert Ludlum, gepubliceerd onder het pseudoniem Michael Shepherd, werd aanvankelijk (1975) in Nederlandse vertaling uitgebracht als De dag dat de paus ontvoerd werd.